# Das Fenster-Theater
Die Kurzgeschichte Das Fenster-Theater von Ilse Aichinger aus dem Jahre 1949 erschien im Jahre 1953 in der Sammlung Der Gefesselte. Erzählungen. Sie schildert eine einsame und von Sensationslust bestimmte Frau, die in einem Fenster gegenüber ihrer Wohnung einen alten Mann beobachtet, der aus ihrer Sicht durch lustige Gesten und kleine Vorführungen mit ihr Kontakt aufzunehmen versucht. Nach anfänglichem Interesse ändert sie plötzlich ihre Haltung und ruft die Polizei. Als sie mit den Beamten in die Wohnung des Alten eindringt, stellt sie fest, dass die „Theateraufführung“ einem kleinen Jungen gegolten hat, der mit seinen Eltern in die vermeintlich leere Wohnung über ihr eingezogen ist.

## Text und Deutung

### Textmerkmale
Die Ereignisse werden chronologisch wiedergegeben. Es wird überwiegend aus der Perspektive der Frau erzählt. Kleinere auktoriale Kommentare des Er-Erzählers dienen vor allem der Charakterisierung der Frau: „Die Frau hatte den starren Blick neugieriger Leute, die unersättlich sind. Es hatte ihr noch niemand den Gefallen getan, vor ihrem Haus niedergefahren zu werden.“ Die Ereignisse werden weitgehend als unkommentierter Erzählbericht dargestellt, teilweise aufgelockert durch inneren Monolog und erlebte Rede.
Der Text weist die Merkmale der Gattung Kurzgeschichte auf, etwa den unvermittelten Anfang ohne namentliche Einführung der Personen („Die Frau lehnte am Fenster...“) und den offenen, pointierten Schluss, auch die Auseinandersetzung mit einer alltäglichen Situation passt zum Genre. Sie ist dementsprechend auch in eine Kurzgeschichten-Anthologie der gelben Reclam-Bändchen aufgenommen worden.
Die Figuren sind metaphorisch in einer Art von Theater angeordnet. Dabei repräsentiert das Fenster des alten Mannes die Bühne, die Wohnung der Frau den Zuschauerraum. Durch die Unkenntnis der zweiten „Loge“, des Fensters, von dem aus der kleine Junge zuschaut, bezieht die Frau die „Aufführung“ allein auf sich, deutet sie als versuchte Kontaktaufnahme.

### Deutung
Die Frau verkörpert einen vereinsamten Menschen voller Ressentiments: „Die Frau hatte den starren Blick neugieriger Leute, die unersättlich sind. Es hatte ihr noch niemand den Gefallen getan, vor ihrem Haus niedergefahren zu werden.“
Gegenpol zu ihr sind der kleine Junge und der alte Mann, die eine humorvolle und selbstvergessene Kommunikation pflegen. Um diese Gegensätze sind die übrigen Elemente des Textes angeordnet, auf Seiten der Frau etwa die sensationslüsterne Menge, die sich nach Eintreffen des Polizeiwagens bildet, oder die Polizisten selbst, die gewaltsam in die Wohnung eindringen. Die Aggressivität des Eindringens und die Unangemessenheit ihres Verhaltens entlarven sich angesichts der Fröhlichkeit des kleinen Jungen als verfehlt:
„Er sprang und winkte herüber und krähte vor Jubel. Er lachte, strich mit der Hand über das Gesicht, wurde ernst und schien das Lachen eine Sekunde lang in der hohlen Hand zu halten. Dann warf er es mit aller Kraft den Wachleuten ins Gesicht.“
Man sieht deutlich, dass die Frau Angst um den Mann hat, der Junge aber erfreut sich an den Kunststücken des Mannes und denkt keineswegs an die Gefahren, denen der Mann sich aussetzt.
Der deutliche Bezug auf die gesellschaftliche Realität von Humorlosigkeit, Sensationslust und Ordnungsdenken stellt den Negativfiguren die kommunikativen Möglichkeiten von Spiel und Theater gegenüber. Die Gestaltung der Wohnungen spiegelt diese Gegensätze wider. Das Fenster des alten Mannes ist, schon bevor es dunkel wird, hell erleuchtet, aus der Wohnung des Alten blickt die Frau „in ihr eigenes finsteres Fenster“. Der Einsamkeit der Frau entspricht auch die Distanz ihrer Wohnung vom Leben auf der Straße, das sie vom Fenster aus beobachtet: „Außerdem wohnte sie im vorletzten Stock, die Straße lag zu tief unten. Der Lärm rauschte nur mehr leicht herauf. Alles lag zu tief unten.“
Neben der fröhlichen Kindlichkeit des Jungen repräsentiert der alte Mann den positiven Außenseiter, der die Frau zunächst durchaus ungewollt anzieht. Der Ruf nach der Polizei scheint der Frau erst dann möglich und nötig, als sie die soziale Schwäche, die Armut des Alten entdeckt. „Das bereitete ihr so lange Vergnügen, bis sie plötzlich nur mehr seine Beine in dünnen, geflickten Samthosen in die Luft ragen sah. Er stand auf dem Kopf. Als sein Gesicht gerötet, erhitzt und freundlich wieder auftauchte, hatte sie schon die Polizei verständigt.“ 

### Metaphorik
Besondere metaphorische Bedeutung hat das Lachen in der Kurzgeschichte. An zwei Stellen wird erzählt, wie zunächst der alte Mann das  Lachen in der hohlen Hand zu halten scheint, um es dann zur Frau hinüber zu werfen, dann das Kind zur Polizei. Das Lachen steht hier für die natürliche ungezwungene Fröhlichkeit und den Humor einmal eines Kindes und eines alten Mannes im Gegensatz zu der Humorlosigkeit ihrer Umgebung. Beide werden ernst, bevor sie das Lachen hinüberwerfen, weil ihnen bewusst ist, dass der anderen Seite, der alten Frau, dann der Polizei, genau dieser Humor und Lachen im Gesicht fehlt.

## Ausgabe
- Ilse Aichinger: Der Gefesselte. Fischer, Frankfurt am Main 2005, ISBN 3-596-11042-4 (= Fischer-Taschenbuch, Band 11042, aus: Ilse Aichinger: Werke, Band 2: Erzählungen 1, 1948–1952).